# Kaisa Leka
Kaisa Leka (née le 25 octobre 1978 à Lahti) est une dessinatrice de bande dessinée finlandaise.

## Biographie
En 1998, elle subit une double amputation des jambes. Elle se lance dans l'écriture d'une série d'albums de BD autobiographiques, dans la veine de Marjane Satrapi et David B..

## Distinction
- 2012 : Chapeau de Puupää, pour I Am Not These Feet
- 2018 : prix Finlandia de la bande dessinée 2017, pour Imperfect (avec Christoffer Leka)[1]